# Cruz Verde, Hidalgo
Cruz Verde är en ort i Mexiko.   Den ligger i kommunen Calnali och delstaten Hidalgo, i den sydöstra delen av landet, 170 km norr om huvudstaden Mexico City. Cruz Verde ligger 962 meter över havet och antalet invånare är 127.
Terrängen runt Cruz Verde är huvudsakligen kuperad, men söderut är den bergig. Terrängen runt Cruz Verde sluttar österut. Runt Cruz Verde är det ganska glesbefolkat, med 43 invånare per kvadratkilometer. Närmaste större samhälle är Calnali, 3,0 km väster om Cruz Verde. I omgivningarna runt Cruz Verde växer i huvudsak städsegrön lövskog.